# أم الماء
أم الماء، هُو موقع أثري قديم يقع شمال غربي قطر ببلدية الخور والدخيرة بالقُرب من الحُدود مع بلدية الشمال. يشتهر الموقع بتواجد مقابر قديمة به، يُعتقد أنها تعود إلى العصر البرونزي. سُميت المنطقة بهذا الاسم لتواجد العديد من آبار المياه العذبة بها.

## وصف المنطقة
تقع منطقة أم الماء الشاسعة على الساحل الغربي لقطر، حوالي 80 كم شمال غرب الدوحة و55 على بعد كم من جنوب غرب مدينة الشمال. يتألف الجزء الأكبر من المنطقة من سهول صخرية مستوية، تبرز فيها من حين لآخر تلال منخفضة الارتفاع ومُنخفضات وأخاديد. يبلغ أقصى ارتفاع للتلال بهذه المنطقة بين 10 و20 مترًا، وهي مُشكلة أساسًا من الحجر الجيري ومن ترسبات رسوبية أخرى ورمال.
اشتهرت المنطقة منذ فترة طويلة بوفرة المياه الصالحة للشرب فيها، كما يدل على ذلك اسمها. حيث أنه خلال موسم الأمطار، كانت المنخفضات العديدة بالمنطقة تستوعب كميات مهمة من مياه الأمطار، وتُغذي منسوب المياه الجوفية ومياه الآبار، والتي يُستخدم أحدها حاليًا لسقي مزرعة نخيل التمر. تفصل السبخات بين المنطقة وساحل البحر. لا توجد الكثير من النباتات بالمنطقة، باستثناء الشجيرات الصحراوية، والنباتات الشائكة، وفي حالات نادرة شجرة الأكاسيا.

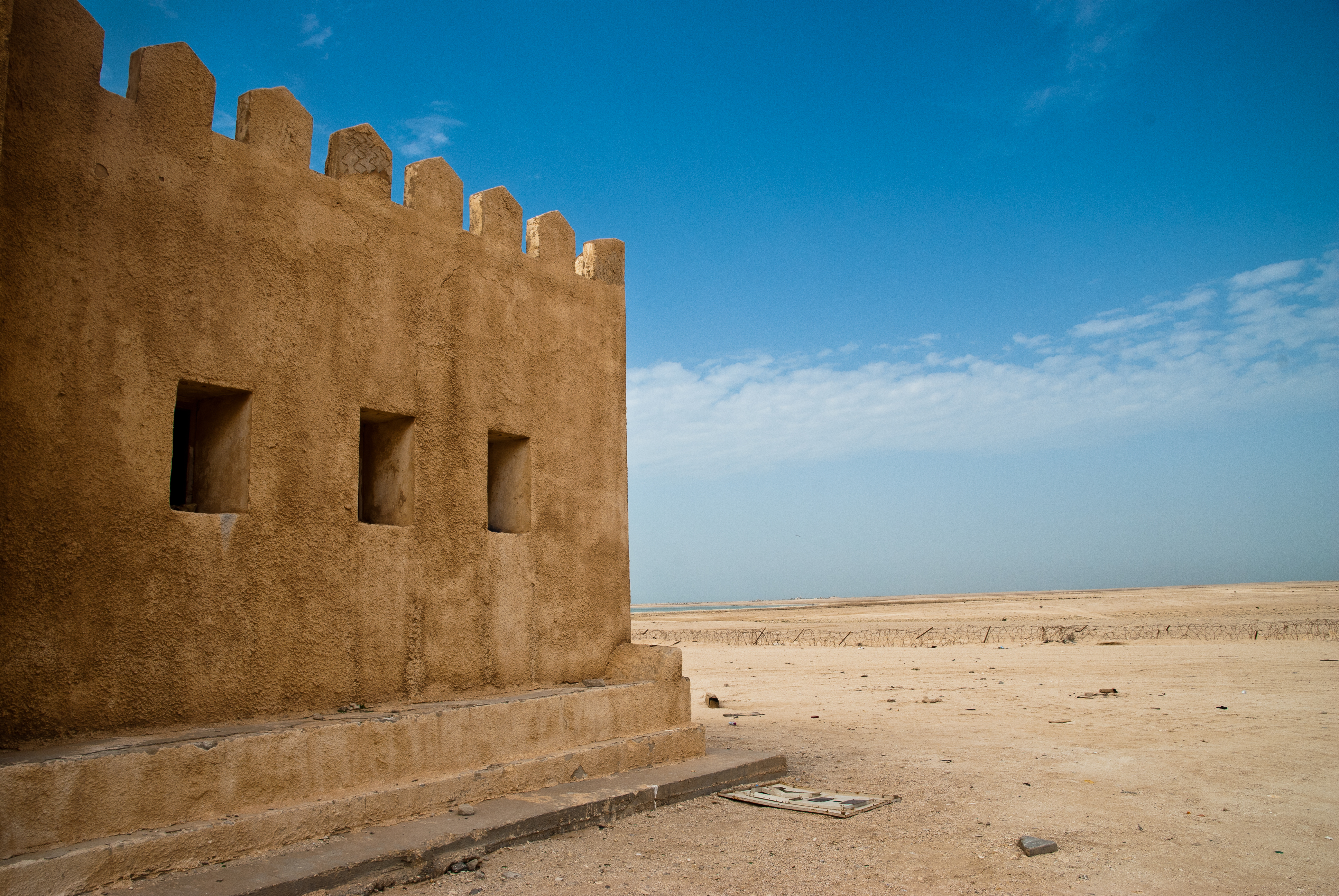
صورة لقلعة قلعة أم الماء والمنطقة المُحيطة بها.